# Falck Museet
Falck Museet er et teknisk museum der udstiller redningskøretøjer fra Falck. Det er indrettet i en bygning på Egeskov Slot omtrent midtvejs mellem Odense og Svendborg. Museet drives af den frivillige forening Falck-Museets Venner. Oprindeligt lå museet i Billund, men i 2000 lukkede det for at blive flyttet til Egeskov Slot.
I alt findes der 60-70 udryknings- og redningskøretøjer. Blandt de udstillede køretøjer er en ambulance, som blev brugt i tv-serien Matador. I 2013 modtog museet en 12 år gammel babyambulance af mærket Chevrolet fra Nordjyllands Amt.
Museet har haft et samarbejde med Brandmuseet i Nykøbing Falster. Falck museet har bl.a. overdraget en stigesprøjte, der havde været i brug i Nykøbing og flere andre køretøjer til Brandmuseet. Der afholdes desuden temadage, hvor redningskøretøjer fra Danmark og flere andre lande samles for at udstille dem sammen på Egeskov.
Falck Museet var landets eneste museum dedikeret til Falck frem til 2015, hvor Falck Museum åbnede i Horsens.